# Cixius lineolata
Cixius lineolata är en insektsart som beskrevs av Ribaut 1960. Cixius lineolata ingår i släktet Cixius och familjen kilstritar.
Artens utbredningsområde är Frankrike. Inga underarter finns listade i Catalogue of Life.